# 蘇哈·阿拉法特
蘇哈·达乌德·塔维尔·阿拉法特（英語：Suha Tawil Arafat，阿拉伯语：‎，1963年7月17日—）是巴勒斯坦解放运动领袖，巴勒斯坦领导人亚西尔·阿拉法特的妻子。

## 生平
她出生于耶路撒冷一个富有的巴勒斯坦天主教家庭。父亲达乌德·塔维尔（Daoud Tawil）是一名毕业于牛津大學的银行家，出生于雅法。蘇哈的母亲拉蒙达·塔维尔（Raymonda Tawil）來自世居於阿卡的望族，因活跃于解放巴勒斯坦政治活动而多次被以色列政府拘捕。塔维尔一家曾經居住在納布盧斯和拉姆安拉。
蘇哈在18岁时前往法国巴黎升學。她在1984年在约旦和亚西尔·阿拉法特首次見面。1990年7月17日，27岁的她和61岁的亚西尔·阿拉法特秘密结婚。她同时改宗伊斯兰教。1995年7月24日，他们的女兒扎赫瓦在塞纳河畔讷伊出生。亚西尔·阿拉法特在2004年病逝。蘇哈帶著女兒先后移居到突尼西亞和马耳他。